# Tnine Aglou
Tnine Aglou (franska: Tnine Aglou (CR), Tnine Aglou (Commune Rurale), arabiska: اثنين أغلو) är en kommun i Marocko.   Den ligger i provinsen Tiznit och regionen Souss-Massa, i den centrala delen av landet, 600 km sydväst om huvudstaden Rabat. Antalet invånare är 14 564.